# Ijma
Ijmā (arabisk: إجماع) er en type tolkningsmetode af Koranen. Ijma betyder enighed og kan opdeles i tre kategorier.
- Enighed blandt sahaba (Profetens følgere)
- Enighhed blandt ulamah (de islamiske lærde)
- Enighed i samfundet.

Hvad angår nutiden er kun to af disse kategorier aktuelle, enighed blandt de lærde og samfundet, da Profetens følgere (sahaba) ikke er her længere. Der har derfor altid været kun to kategorier. Under profetens og de første tre generationers (salaf) tid har kategorierne været, enighed blandt sahaba og ulamah. Efter salaf-generationerne og bortgangen af alle sahaba bortgig den første kategori (enighed blandt sahaba) og blev erstattet med enighed i samfundet. 

## Enighed blandt sahaba
Under Profetens tid, blev hans følgere kaldt for "sahaba" og disse blev vejledt af Profeten Muhammed. Efter profetens død i 632 blev de nye muslimer (fra bl.a. Yemen, Persien osv.) vejledt af sahaba og når der var enighed (ijma) blandt sahaba omkring et emne, blev det accepteret som værende rigtigt. I dag udleder man stadig shariah-love og udsteder fatawi (fatwa i flertal, fatwa er et religiøst responsum) baseret på enighed blandt sahaba og salaf (salaf, de tre første generationer af muslimer efter profetens bortgang).

## Enighed blandt ulamah
Ulamah's enighed om emner er specielt vigtig i vores tid hvor nye opfindelser (internet, telefoner osv.) konstant dukker op. Muslimerne har forskellige ulamah (lærde). Sunni-muslimerne følger mest Al-Azhar Ash-sharif (Kairo, Egypten), da mange shuyookh (sheikh i flertal, sheikh er en islamisk lærd, men har ikke nogen hellig position, som f.eks. en helgen, han respekteres udelukkende for sin viden) er blevet uddanet på dette islamiske univeristet. Men også mange shia-muslimer accepterer fatawi fra dette universitet. 
Størstedelen af shiiter følger dog enkelte religiøse autoriteter (marjaʿ al-taqlīd) (Sayyid al-Sistani, Khomeini, Khamenei osv.). Hos shiiterne lægges der ikke så stor vægt på enighed (ijma) blandt de lærde, da de følger én enkelt lærd (for det meste). Derfor lægger de mere vægt på om den enkelte lærd kan henvise til at sahaba eller ahlul bayt (Profetens familie) var enige om et punkt.

## Enighed i samfundet
Denne enighed er meget relativ afhængig af, hvor i verden man befinder sig. Når der er enighed blandt størstedelen af befolkningen i et land om at "noget" er forbudt eller tilladt ifølge islamisk lov accepteres det ofte af de andre. Derfor er der også så stor forskel på mange muslimske lande. F.eks. Tyrkiet, hvor kvinder bærer tørklæde og nogle slet ikke har nogen hovedbeklædning og så Afghanistan, hvor kvinder selv vælger at bære burka/niqab da der er en enighed blandt befolkningen om at det er sådan man bør gøre. Dette skal dog ikke misforstås, som at flertallet bestemmer, hvad der er rigtigt og forkert.
Den enighed, som lægges mest vægt på er sahabas og salafs enighed, da disse mennesker har set Profeten eller kendt personer, som har set profeten og dermed fået direkte vejledning fra ham i form af fx khutba (fredagstale) eller naseeha (islamisk rådgivning). Derefter lægges der vægt på de islamiske lærdes enighed om et emne og til sidst samfundets enighed.
| Religion | Spire Denne religionsartikel er en spire som bør udbygges. Du er velkommen til at hjælpe Wikipedia ved at udvide den. |